# Alta Valle Intelvi
Alta Valle Intelvi (Volta Vall d'Intelv in dialetto comasco) è un comune italiano sparso di 3 164 abitanti della provincia di Como in Lombardia.

## Storia
È stato istituito il 1º gennaio 2017 dalla fusione dei comuni di Lanzo d'Intelvi, Pellio Intelvi e Ramponio Verna, visti i risultati di un referendum consultivo svoltosi il 20 novembre 2016.

### Simboli
(Descrizione araldica dello stemma)
(Descrizione araldica del gonfalone)
Lo stemma e il gonfalone sono stati concessi con l'apposito Decreto del Presidente della Repubblica datato al 1º agosto 2019.
Nel nuovo emblema comunale sono riuniti gli elementi caratteristici degli stemmi dei precedenti comuni: gli smalti di verde e di rosso di Pellio Intelvi, il ferro d'alabarda di Lanzo d'Intelvi e i quattro scettri d'oro di Ramponio Verna.

## Società

### Evoluzione demografica
Abitanti censiti